# Białowieża-Nationalpark
Der Białowieża-Nationalpark [bʲawɔˈvʲɛʒa] (polnisch Białowieski Park Narodowy) ist ein Nationalpark in Polen an der Grenze zu Belarus. Er befindet sich im Białowieża-Urwald (Belowescher oder Bialowiezer Heide) und gilt als letzter Tiefland-Urwald Europas. Teile des Waldes sind zum UNESCO-Weltnaturerbe erklärt worden.

## Geografische Lage
Die Nationalparks der Bialowiezer Heide verteilen sich auf die polnische Woiwodschaft Podlachien (Białowieża-Nationalpark) und die belarussischen Woblasze Brest und Hrodna (Nationalpark Beloweschskaja Puschtscha). Sie sind 250 km östlich von Warschau und 340 km südwestlich von Minsk gelegen. Die Bialowiezer Heide ist Teil des zentraleuropäischen Tieflands im östlichen Gebiet des Weichselbeckens und breitet sich in einer Höhe zwischen 145 und 202 Meter aus. In der Umgebung der Grenze zwischen Polen und Belarus zieht sich die Wasserscheide zwischen Ostsee und Schwarzem Meer entlang. Die Flüsse Hwoźna, Leśna Prawa/Prawaja Ljasnaja, Bielaja, Łutownia und Narewka verlaufen durch die Gebiete der Nationalparks. Sie münden entweder in den nördlich strömenden Narew oder in die südlich fließende Prawaja Ljasnaja.

## Fläche

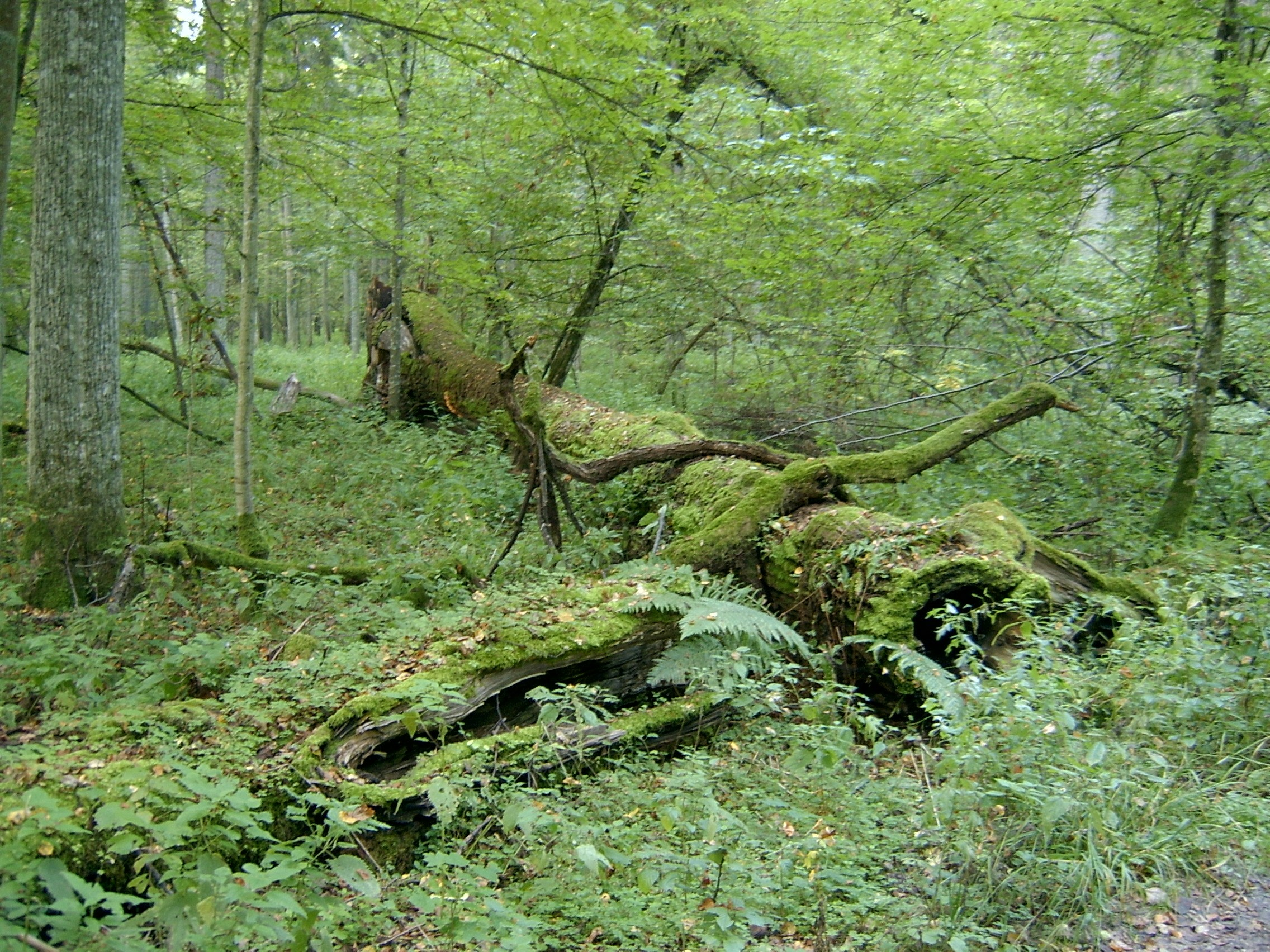
Walddynamik

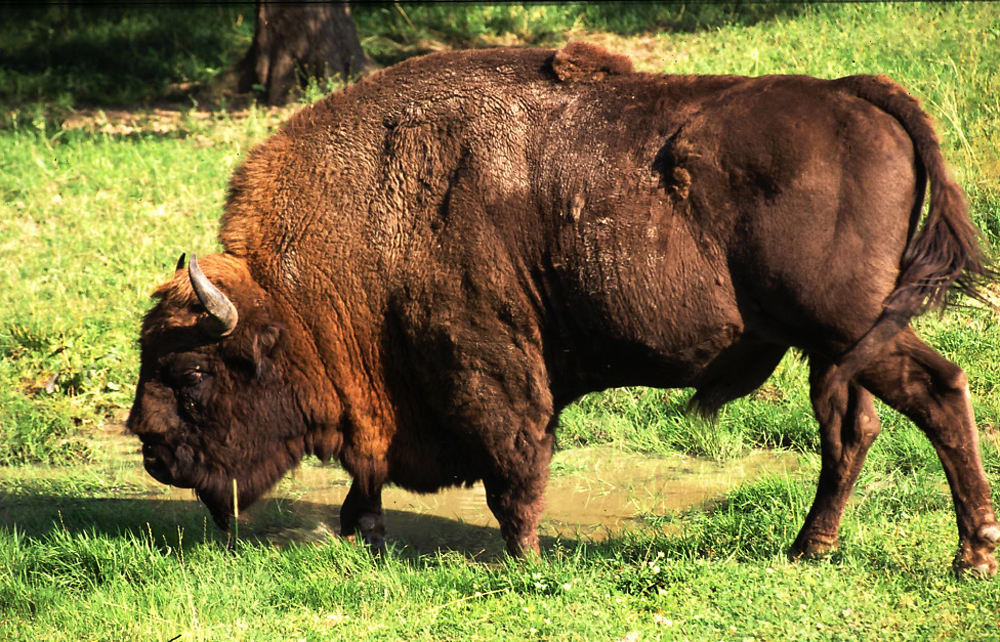
Wisent im Nationalpark

Das Weltnaturerbe und Biosphärenreservat der UNESCO ist auf polnischer Seite 200 km² groß. Auf belarussischer Seite ist das Biosphärenreservat 1771 km² groß. Das Kerngebiet ist 157 km² groß mit einer Pufferzone von 714 km² und einer Übergangszone von 900 km². Der Nationalpark und das Weltnaturerbe sind zusammen 876,1 km² groß.
Der ausgedehnte Waldkomplex von Białowieża, der Białowieża-Urwald, erstreckt sich über eine Gesamtfläche von rund 1500 km² beiderseits der polnisch-belarussischen Grenze.  874 km² (gut 58 %) der Fläche entfallen auf belarussisches und 630 km² auf polnisches Staatsgebiet.
Der Nationalpark breitet sich auf polnischer Seite auf einer Fläche von 105,17 km² aus. Davon stehen 47,16 km² unter besonderem Schutz. Dieses „Strenge Schutzgebiet“ darf durch Touristen nur mit Führern auf festen Routen betreten werden. Weitere Teile des Waldes sind Forschern u. Ä. mit Sondergenehmigung vorbehalten. Eingriffe des Menschen werden nur entlang der Touristenrouten akzeptiert. Sie beschränken sich aber auf das Freihalten der Wege, z. B. durch das Entfernen von umgestürzten Bäumen. Dies geschieht ausschließlich manuell, d. h. ohne Einsatz von Motorsägen und anderen Maschinen. Weitere Eingriffe werden auch bei Befall von Bäumen durch Schädlinge nicht vorgenommen.
Neben dem „Strengen Schutzgebiet“ existieren innerhalb des Nationalparks kleinere, aber frei zugängliche Schutzgebiete. In denen wird zwar auf eine Entnahme von Bäumen verzichtet, jedoch wird die Entnahme von wertvollem Altholz praktiziert. Die restlichen Teile des Nationalparks stehen unter forstwirtschaftlichem Einfluss.

## Geschichte
Als erster Nationalpark Polens wurde der Nationalpark Białowieża 1932 gegründet. Er unterhält im gleichnamigen Dorf Białowieża ein Lehr- und Informationszentrum mit einer multimedialen Ausstellung über Tiere und Pflanzen im Park. In diesem Wald- und Heidegebiet kommen bis heute Wisente vor – eine Art Wahrzeichen der Gegend. Im Februar 1921 waren wildlebende Wisente ausgerottet, und in zoologischen Gärten gab es nur noch 56 Exemplare. Dank der erfolgreichen Nachzucht konnten ab 1956 wieder Tiere im Wald von Białowieża ausgewildert werden.
Ab 2016 lockerte die polnische Regierung bestehende Schutzbestimmungen für den Nationalpark, um dort Abholzung im großen Stil zu ermöglichen. Bis 2023 sollten durch die Gesetzesänderung bis zu 188.000 Kubikmeter Holz im Białowieża geschlagen werden dürfen. Erst als der Europäische Gerichtshof Polen ein Zwangsgeld von 100.000 Euro pro Tag androhte, wurde die rechtswidrige Abholzung, der bereits jahrhundertealte Bäume zum Opfer gefallen waren, gestoppt.
2022 begann der Bau der Grenzmauer in Polen zur belarussischen Grenze. Die Mauer ist 5,5 m hoch und trennt die Populationen von Großsäugern wie Wisenten, Luchsen, Wölfen, Braunbären und Hirschen.

### Naturdenkmäler
Im Nationalpark befinden sich mehrere Naturdenkmäler wie die Dominator-Eiche, der Imperator des Nordens, der Imperator des Südens, die Jagiełło-Eiche, die Kongress-Eiche, der König von Nieznanowo, die Eiche Kreuz des Südens, die Tonneneiche, die Zar-Eiche und der Wächter von Zwierzyniec.

## Vegetation, Tier- und Pflanzenarten
Biogeographisch ist die im zentraleuropäischen Tiefland gelegene Region der Mischwaldzone zuzuordnen. Insbesondere im Norden und Osten bestehen räumlich enge Verbindungen zu weiteren ausgedehnten Waldkomplexen in Polen und Belarus. Die vorherrschende Pflanzengesellschaft ist der Linden-Eichen-Hainbuchen-Wald (Tilio-Carpinetum), welche außerhalb des Rot-Buchen-Areals liegen. Dominante Baumarten sind Stiel-Eiche, Winter-Linde und Hainbuche. Durch das leicht subboreale Klima kommen in diesem Tiefland bereits stetig boreale Florenelemente wie die Fichte vor. Die Eichen werden bis zu 40 m hoch und bilden die Überhälter, welche beim Absterben große Lücken reißen und zunächst von Zitter-Pappel und Berg-Ahorn genutzt werden. Die Wälder stocken meist auf staufeuchten bis -frischen Böden. Auf trockeneren und sandigeren Standorten dominiert die Wald-Kiefer.
Im Nationalpark kommen Großsäuger wie Wisente, Luchse, Wölfe, Rothirsche, Elche und mittlerweile auch wieder vereinzelt Braunbären vor. Bei den Wisenten existiert mittlerweile eine halbwegs stabile Population von etwa 900 Tieren (2024) bei einem Wechsel vom polnischen in den belarussischen Teil des Nationalparks sind sie jedoch nicht geschützt. Auch vielen anderen (insgesamt 12.000), oft bedrohten Tierarten bietet Białowieża ein Rückzugsgebiet, beispielsweise dem Schwarzstorch oder der Blauracke. Hier brüten neun Spechtarten, u. a. Weißrückenspecht und Dreizehenspecht, sowie Schreiadler und Schlangenadler, sieben Eulenarten (Domaszewicz 1997), Rotdrosseln und Zwergschnäpper.
Die biologische Vielfalt des Waldes ist überwältigend, denn nicht nur viele Tierarten, sondern auch 3500 Pilz- und 5500 Pflanzenarten wurden bisher nachgewiesen. Eine der ersten ausführlichen Beschreibungen des Urwaldgebietes unter forstlichen Gesichtspunkten verfasste der damalige polnische Generalforstmeister Julius von den Brinken im Jahr 1826 unter dem Titel Mémoire déscriptif sur la Forêt impériale de Bialowicza en Lithouanie.

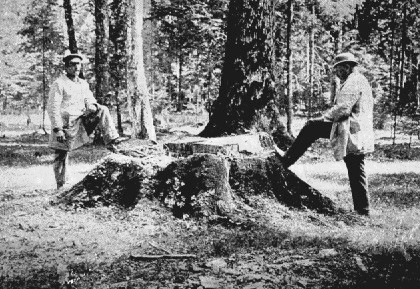
Henryk Sienkiewicz und Zygmunt Gloger 1882 im Białowieża-Urwald an einem Stubben einer etwa 500 Jahre alten Eiche

### Bedeutung für den Erhalt des Wisents

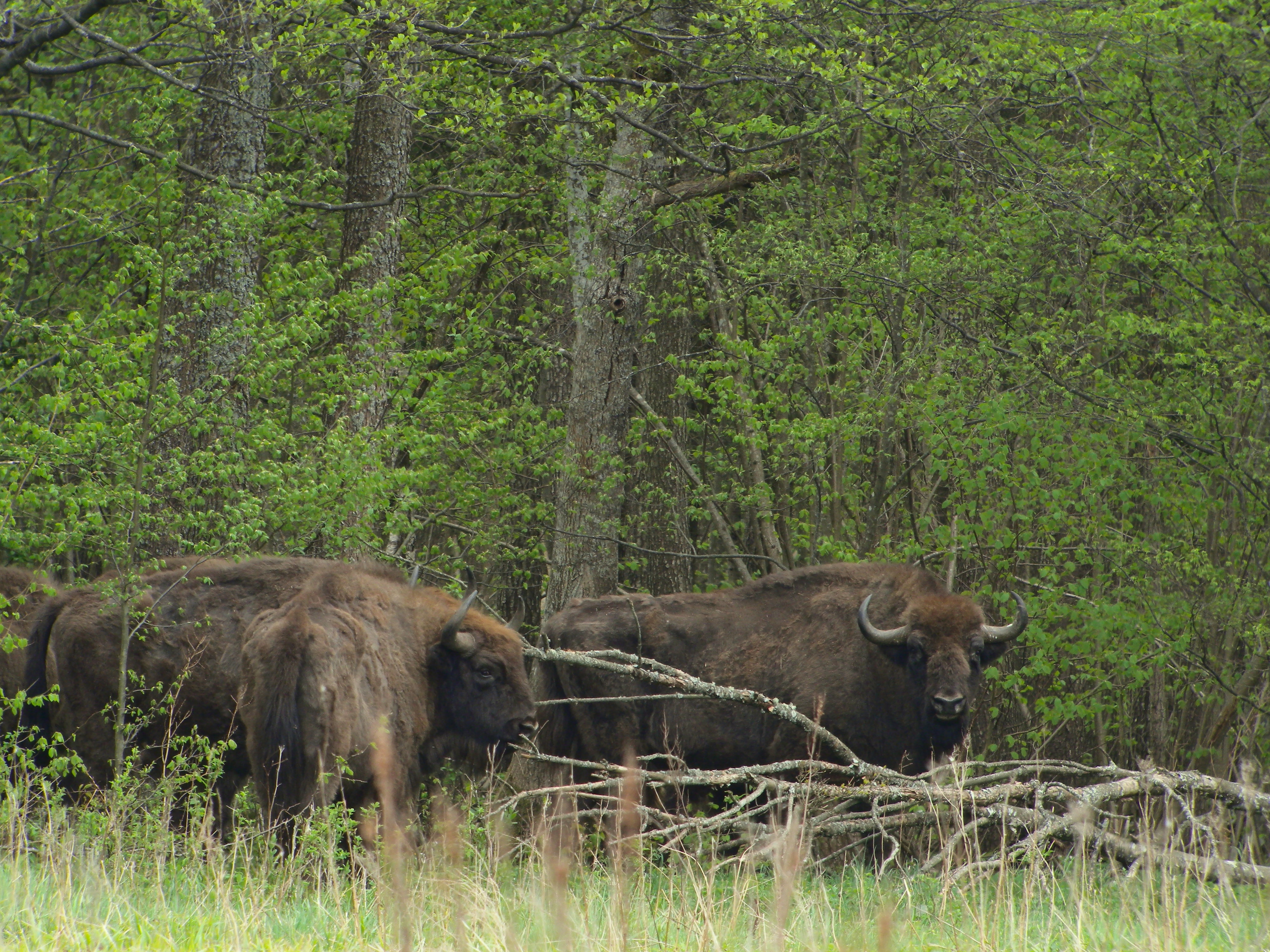
Wisente im Nationalpark

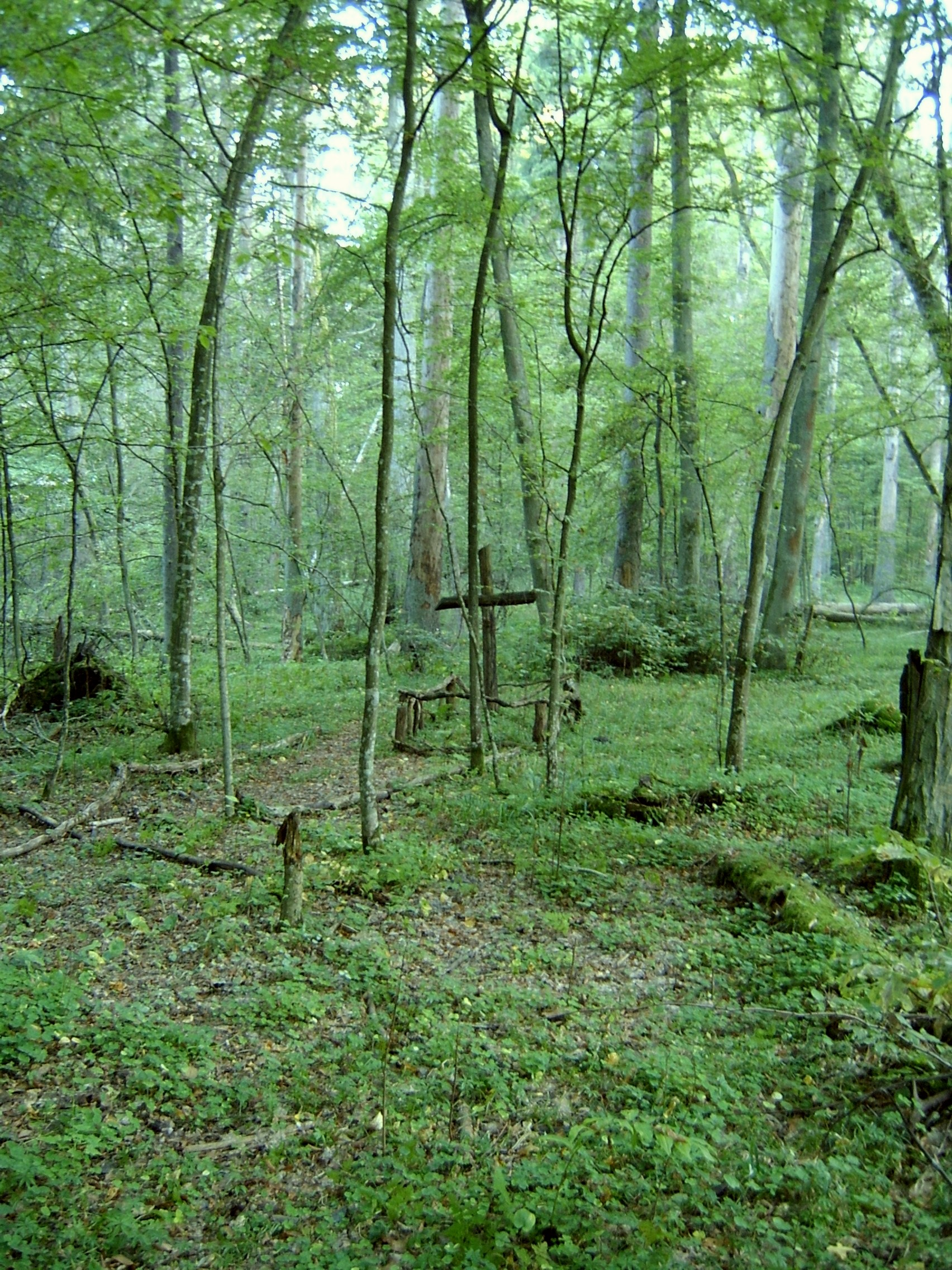
Grab im Wald (2005)

Eines der letzten Rückzugsgebiete des Wisents war bereits zu Beginn der Neuzeit der Wald von Białowieża. Bereits im Mittelalter war diese entlegene Region ein privilegiertes Jagdgebiet der polnischen Könige. Wisente durften hier nur mit besonderer Bewilligung des polnischen Herrschers gejagt werden. Ab 1795 stand das Gebiet unter strengem Schutz des russischen Zaren. Das Gebiet wurde zwar als Hudewald genutzt, auf Wilderei stand jedoch die Todesstrafe und ab 1803 war in weiten Teilgebieten des Waldes Holzeinschlag untersagt. Ab 1832 wurde der Wisentbestand jährlich gezählt. Er erreichte 1857 mit 1900 Wisenten sein Maximum. Danach sorgten zwei Epidemien in den Jahren 1890 und 1910 für einen Rückgang der Bestände. Anfang 1915 lebten noch etwa 770 Wisente in diesem Gebiet. Im Herbst 1917 waren es nur noch 150 Tiere. In den Wirren unmittelbar nach Ende des Ersten Weltkriegs fielen die meisten Tiere marodierenden Soldaten sowie Wilderern zum Opfer. Am 4. April 1919 wurden die Überreste eines gewilderten Wisents und Fährten von weiteren vier Wisenten gefunden. Am 9. Februar 1921 wurde von dem früheren Förster Bartolomeus Szpakowicz der letzte in freier Wildbahn lebende Wisent niedergeschossen.
Die Bedeutung des Waldes von Białowieża liegt nicht nur in seiner jahrhundertelangen Funktion als eines der letzten Rückzugsgebiete dieser Art. Aus den Beständen dieses Gebietes waren während des 19. Jahrhunderts immer wieder Wisente gefangen und an Zoos und Gehege verschenkt worden. Auf diese Bestände wurde zurückgegriffen, als in den 1920er Jahren die Bemühungen einsetzten, die Art zu erhalten. Die sogenannte Pleß-Linie geht zum Beispiel auf einen Bullen und vier Kühe zurück, die 1865 als Geschenk für Hans Heinrich XI. von Hochberg, den Fürsten von Pleß, aus dem Urwald von Białowieża in die Pleßer Wälder in Oberschlesien gebracht worden waren. Sie wurden dort über einige Jahrzehnte hin isoliert gezüchtet. Große Bedeutung hat in der heutigen Erhaltungszucht der Bulle Plisch mit der Zuchtbuchnummer 229, der 1936 von Pleß wieder nach Białowieża zurückgebracht wurde. Von ihm stammen fast alle zurzeit im Urwald von Białowieża lebenden Wisente der Flachlandlinie ab.

## Filme
- Polens Naturerbe in Gefahr – Der Kampf um den letzten Urwald Europas. Dokumentarfilm, Deutschland, 2017, 29:56 Min., Buch und Regie: Tom Fugmann, Kamera: Markus Zergiebel, Produktion: MDR, arte, Reihe: Re:, Erstsendung: 20. September 2017 bei arte, Inhaltsangabe von ARD, online-Video.
- Białowieża – Heimat der Wisente. Dokumentarfilm, Deutschland, 2009, 42:05 Min., Buch und Regie: Gernot Stadler, Produktion: MedienKontor, arte, ZDF, Reihe: Europas Urwälder, Erstsendung: 19. Mai 2010 bei arte, Inhaltsangabe von ARD.
- Der Nationalpark Belaweschskaja Puschtscha in Weissrussland. Dokumentarfilm, Deutschland, 2007, 43:20 Min., Buch und Regie: Iduna Wünschmann, Kamera: Alexander Huf, Produktion: Ottonia Media, MDR, arte, Reihe: Europas wilder Osten, Erstsendung: 25. September 2007 bei arte, Inhaltsangabe von ARD.
- Białowieża, Polen-Weißrussland. Wildnis unter dem Dach der Urwaldriesen. Dokumentarfilm, Deutschland, 2003, 14:56 Min., Buch und Regie: Thomas Willers, Produktion: SWR, Reihe: Schätze der Welt – Erbe der Menschheit, Inhaltsangabe und online-Video von SWR.

## Einzelbelege
1. 1 2  Białowieża-Nationalpark: Europäischer Gerichtshof droht Polen mit Zwangsgeld. Zeit Online (20. November 2017), aufgerufen am 23. September 2021.
2. ↑  Die verborgene Welt der Belovezhskaya Pushcha. In: ZGF Gorilla. Mitteilungen der Zoologischen Gesellschaft Frankfurt von 1858. ISSN 1863-1789. Jg. 2015, Heft 1, S. 5.
3. ↑  Henryk Okarma: The trophic ecology of wolves and their predatory role in ungulate communities of forest ecosystems in Europe. In: Acta Theriologica. Jg. 40, 1995, S. 335–386.
4. ↑  Florian Hassel: Nationalpark Białowieża: Kahlschlag im Paradies. In: Süddeutsche Zeitung. 13. Januar 2017 (sueddeutsche.de), aufgerufen am 23. September 2021.
5. ↑  Tonia Koch, Florian Kellermann: EU-Gerichtshof zu Urwald BialowiezaNaturschutz geht vor Wirtschaftsinteressen. Deutschlandfunk (17. April 2018), aufgerufen am 23. September 2021.
6. ↑  Bogdan Jaroszewicz, Katarzyna Nowak, Michał Żmihorski: Poland’s border wall threatens ancient forest. In: Science. Band 374, Nr. 6571, 26. November 2021, ISSN 0036-8075, S. 1063–1063, doi:10.1126/science.abn0451 (science.org [abgerufen am 28. September 2024]).
7. 1 2  J. B. Faliński: The area — Basic data about Białowieża Forest. In: Vegetation Dynamics in Temperate Lowland Primeval Forests. Springer Netherlands, Dordrecht 1986, ISBN 978-94-010-8631-8, S. 15–38, doi:10.1007/978-94-009-4806-8_2 (springer.com [abgerufen am 28. September 2024]).
8. ↑  Nigge et al.:.Die Rückkehr des Königs. Wisente im polnischen Urwald. 2004 S. 54.
9. ↑  Nigge et al.:.Die Rückkehr des Königs. Wisente im polnischen Urwald. 2004 S. 79.
10. ↑  Nigge et al.:.Die Rückkehr des Königs. Wisente im polnischen Urwald. 2004 S. 55.
11. ↑  Krasinska et al.: Der Wisent. In: Die Neue Brehm-Bücherei. Band 74, S. 22 und S. 23.